# Interestatal 86 (oeste)
La Interestatal 86 (abreviada I-86) es una autopista interestatal ubicada en el estado de Idaho. La autopista inicia en el oeste desde la I 84     en Declo hacia el este en la I 15     en Chubbuck. La autopista tiene una longitud de 101,1 km (62.85 mi).

## Mantenimiento
Al igual que las carreteras estatales, las carreteras federales, la Interestatal 86 es administrada y mantenida por el Departamento de Transporte de Idaho por sus siglas en inglés ITD.

## Cruces
La Interestatal 86 es atravesada principalmente por la US 30  , US 91   en Chubbuck.